# Fundulus albolineatus
Fundulus albolineatus es una especie extinta de pez acantopterigio ciprinodontiformes de la familia de los fundúlidos.

## Morfología
Los machos pueden llegar a los 9 cm de longitud total.

## Distribución geográfica
Se encuentran en Norteamérica: Alabama (Estados Unidos).